# Anchonastes hastatus
Anchonastes hastatus är en insektsart som beskrevs av Capener 1972. Anchonastes hastatus ingår i släktet Anchonastes och familjen hornstritar. Inga underarter finns listade i Catalogue of Life.